# Челести, Андреа
Андре́а Челе́сти (итал. Andrea Celesti ; 1637, Венеция — 1712, Тосколано) — итальянский живописец венецианской школы академического направления близкий течению тенебризма.
Наследник венецианских колористов, он разрабатывал традиционные для эпохи барокко религиозно-мифологические сюжеты. Позднее его красочные приёмы использовали живописцы французского стиля рококо.

## Биография
Андреа Челести родился в 1637 году в Венеции в семье живописца англ. Стефано Челести (? — после 1659). Первые уроки живописи Андреа получил у отца. Затем он обучался в мастерской венецианского маньериста англ. Маттео Панцоне (Zanetti) (ок. 1586 — после 1663; художника родом из Далмации, некогда учившегося у Джакомо Пальмы младшего). Позднее, Андреа продолжил обучение у англ. Себастьяно Маццони (Temanza), ок. 1611—1678.
В Венеции Андреа Челести быстро превратился в преуспевающего и обласканного славой художника. Он так хорошо исполнял большие заказы, что дож Альвизе Контарини удостоил его звания кавалера в 1681 году.
На первых шагах в его живописи заметно увлечение караваджистским натурализмом, эффектами тенебризма. Но постепенно, в том числе под воздействием другого удачливого венецианского живописца, прославившегося стремительным темпом работы, Луки Джордано, краски на его картинах обретали бо́льшую звучность за счёт просвечивающего сквозь прозрачный слой красноватого грунта.
Приближённость к высшей власти в Венецианской республике обеспечивала постоянную занятость и самому художнику, и его боттеге (мастерской), но со смертью покровительствовавшего ему дожа, Андреа Челести покинул Венецию (говорили даже о его изгнании, что было бы неудивительно, если учесть, скольких врагов он нажил в годы процветания). В 1688 году художник поселяется в Тосколано, на берегу озера Гарда в Ломбардии. Здесь Андреа Челести активно работал над большими росписями в местных церквях и виллах. Около 1700 года Челести вернулся в Венецию, где он вновь создал мастерскую.
В Италии чтут память о художнике. В Тосколано, в окрестностях Брешии, где Андреа Челести жил и работал много лет и где сохранилось много его росписей, проводятся фестивали культуры его имени. В феврале-марте 2014 такой фестиваль назывался «Театр цве́та Андреа Челести»: «Во имя Андреа Челести, венецианского волшебника цвета, околдовавшего озеро Гарда, культурный проект, продвигаемый муниципалитетами Тосколано-Мадерно с целью заново открыть пути искусства и красоты с восемнадцатого века до наших дней» (Nei nome di Andrea Celesti, mago del colore veneziano che strego il lago di Garda, un progetto culture promosso dai commune di Toscolano Maderno per riscoprire sentieri di arte e bellezza dai Settecento ad oggi)
Живопись Андреа Челести оказала влияние на начальный период развитие стиля рококо, в первые годы XVIII века. Отголоски приподнято-мажорного, мерцающего колорита произведений Челести можно отыскать (c учётом различий эпох и культур) у Антуана Ватто и даже у Оноре Фрагонара.

## Галерея

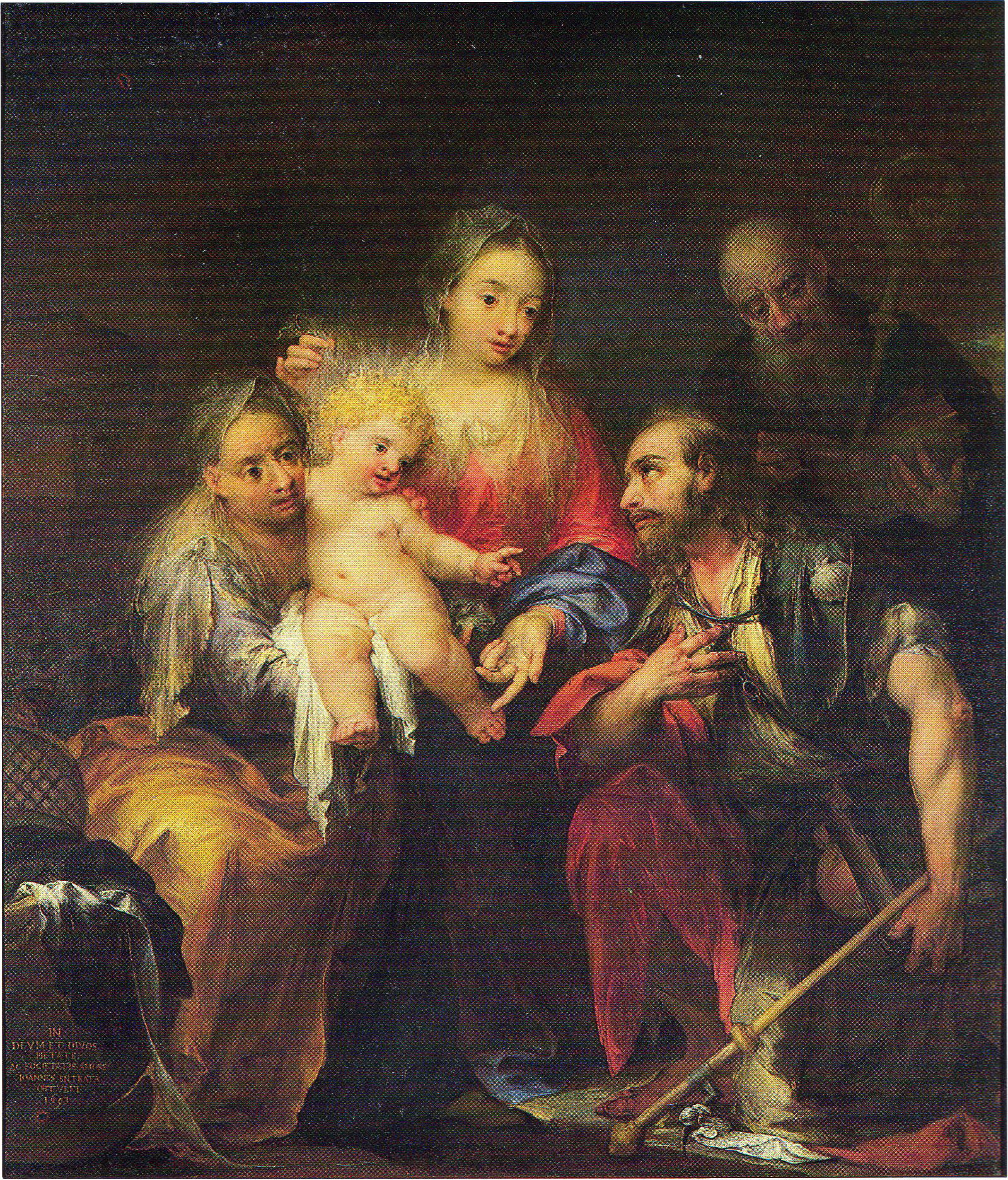
Мадонна с Младенцем, святыми Анной, Иоакимом и Бенедиктом. 1693. Холст, масло. Епархиальный музей, Брешиа
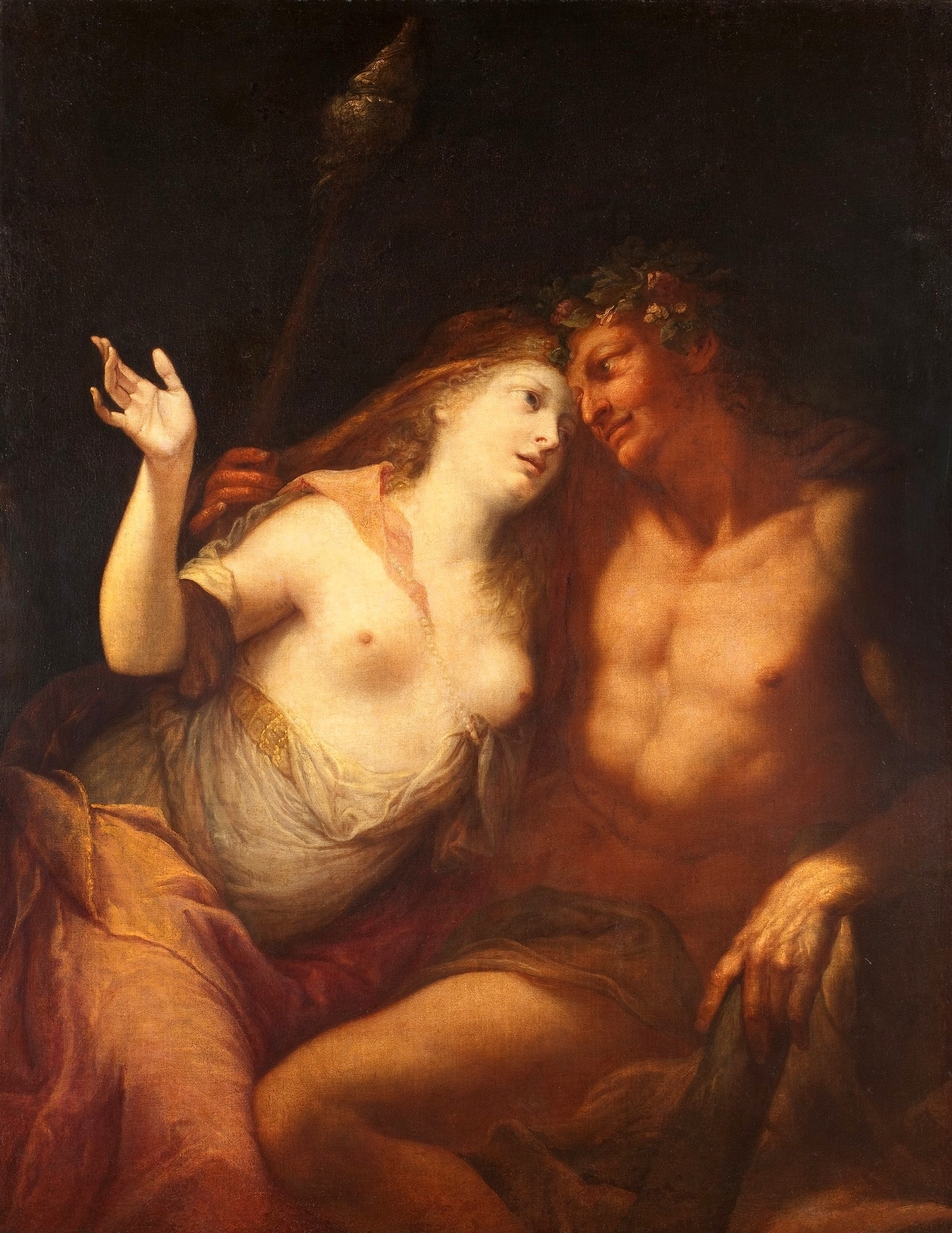
Геркулес и Омфала. 1670-е. Холст, масло. Национальный музей, Вроцлав
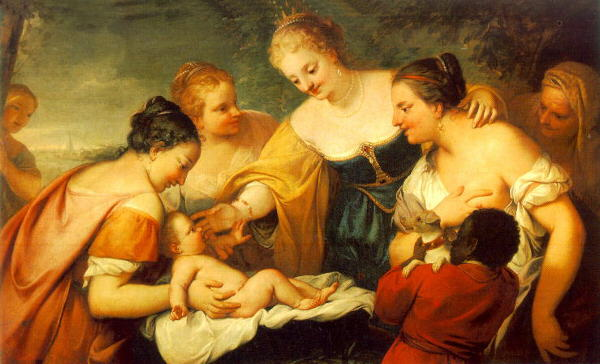
Моисей, спасённый из воды. 1700. Холст, масло
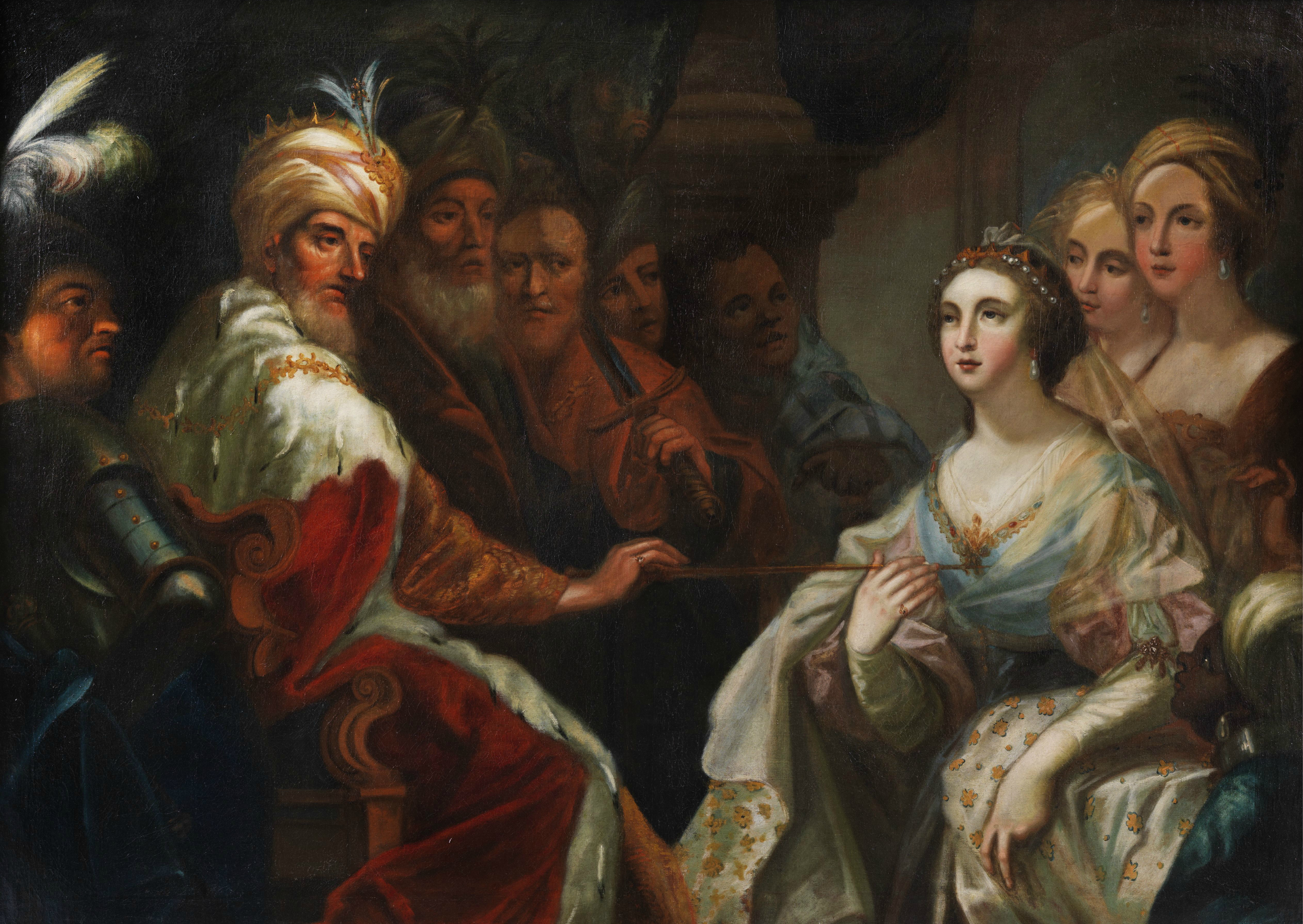
Эсфирь перед царем Артаксерксом. Холст, масло. Частное собрание
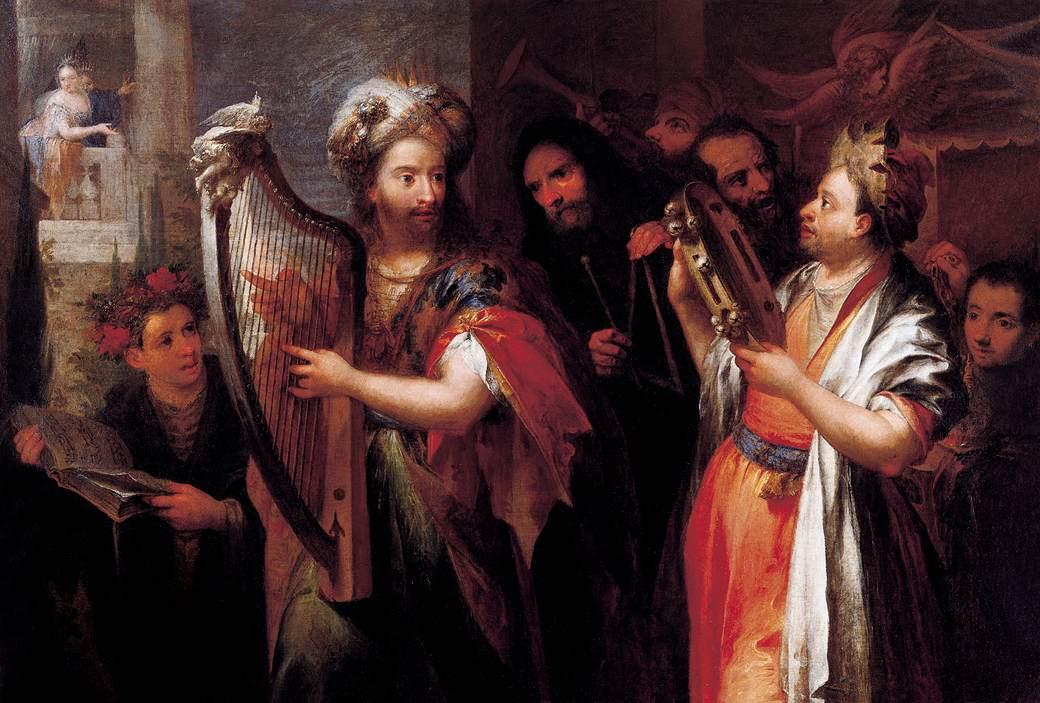
Царь Давид, играющий на цитре. Холст, масло. Частное собрание
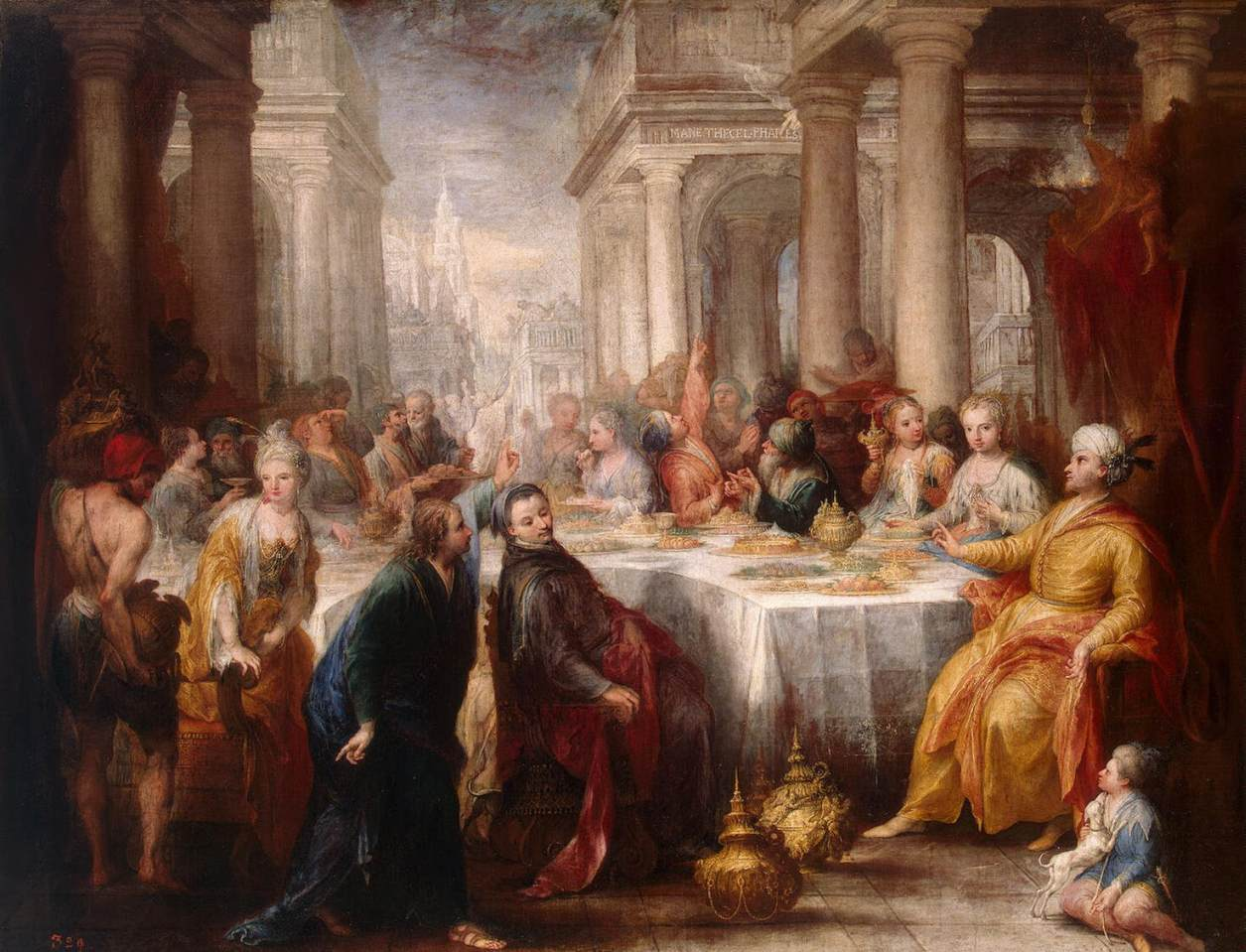
Пир Валтасара. 1705. Холст, масло. Государственный Эрмитаж, Санкт-Петербург
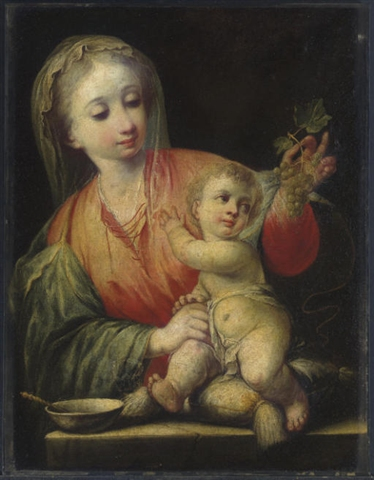
Мадонна с виноградом. Ок. 1690. Холст, масло
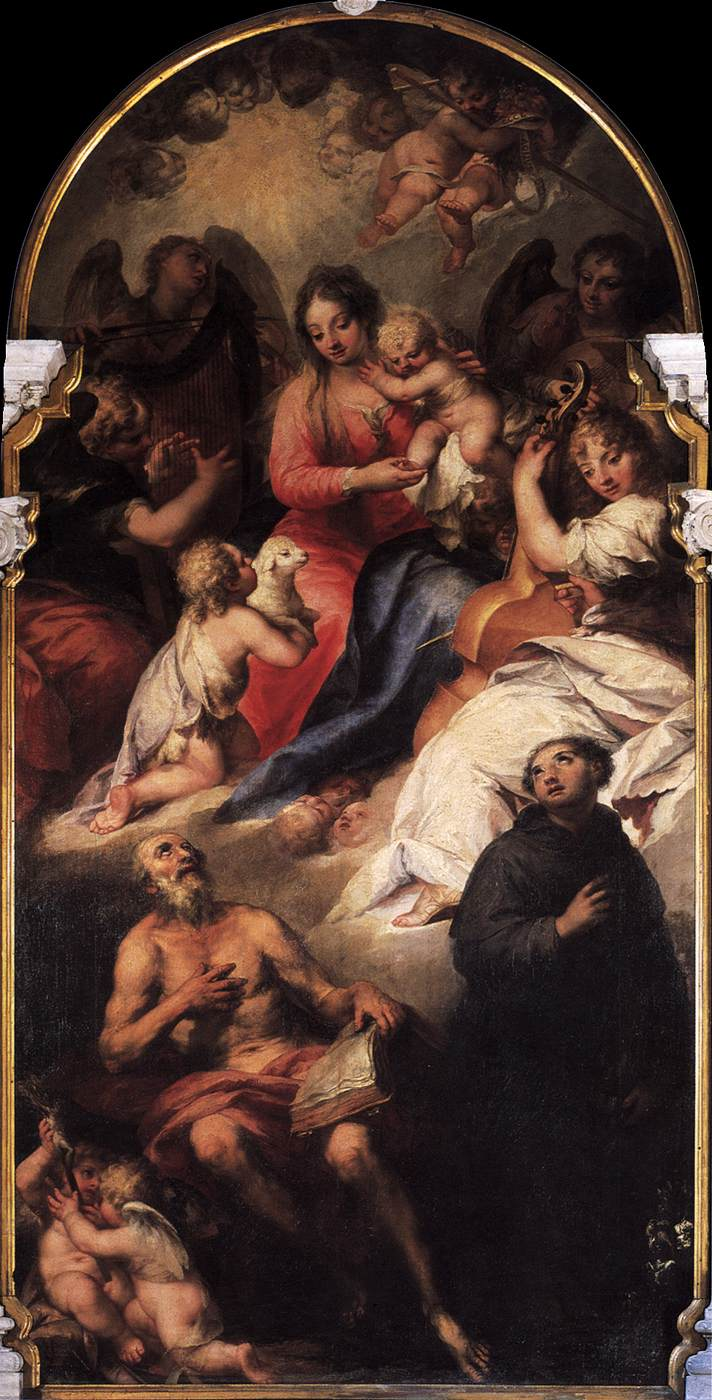
Явление Девы Марии с младенцем Иоанном святым Иерониму и Антонию. Ок. 1700. Холст, масло. Церковь Оспедалетто, Венеция
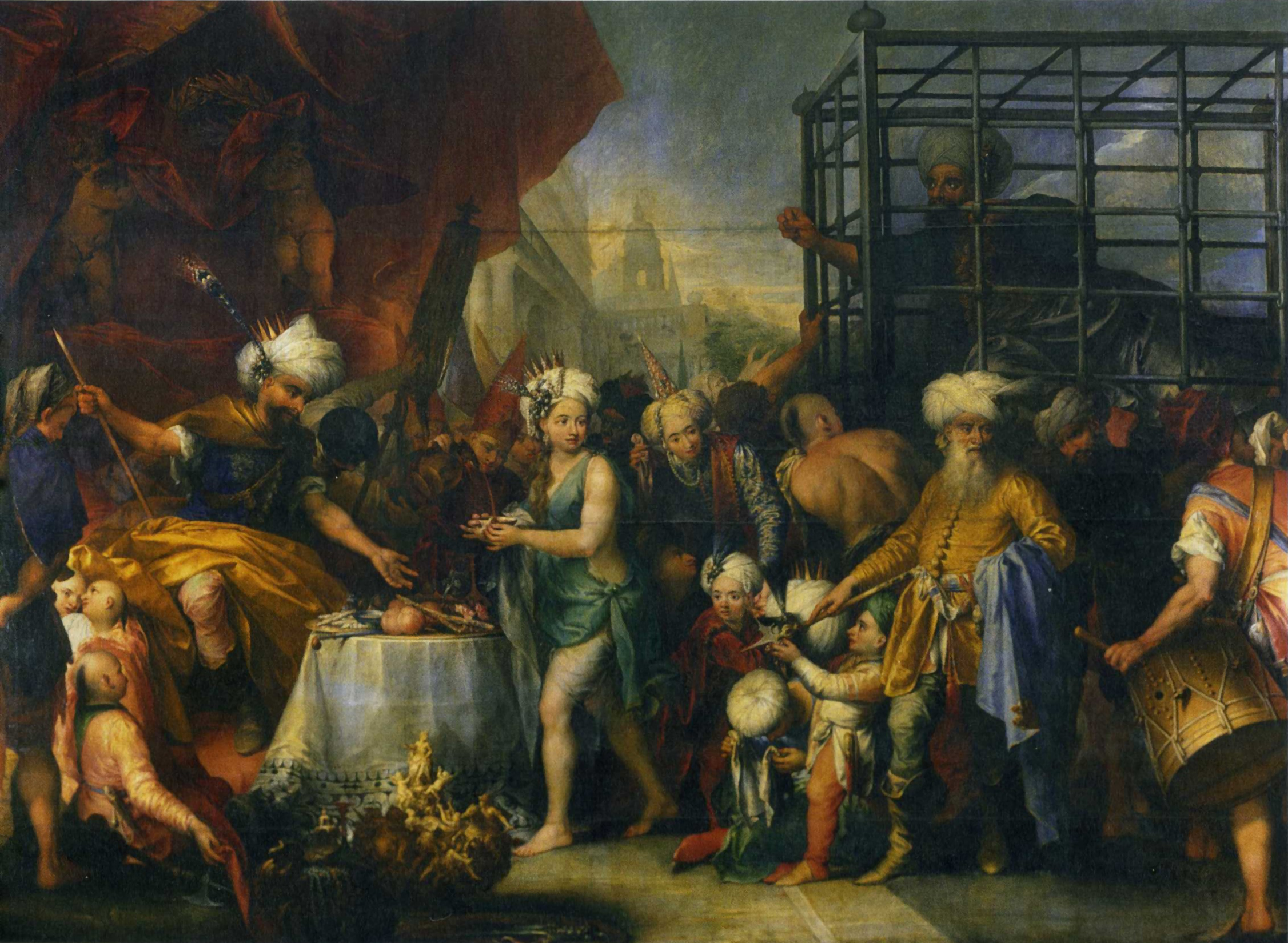
Тамерлан и Баязет. Ок. 1700. Холст, масло. Фонд прусских дворцов и садов, Берлин-Бранденбург